# John F. Moffitt
John Francis Moffitt (ur. 25 lutego 1940 w San Francisco, zm. 1 czerwca 2008 w Las Cruces) – amerykański historyk sztuki i artysta, autor dwudziestu książek i kilkuset artykułów naukowych. Tworzył obrazy olejne, akwarele, rysunki, a w ostatnich latach życia interesował się fotografią cyfrową. Wykładał historię sztuki w USA i za granicą, a jego prace wystawiano na ponad dwudziestu wystawach w USA.

## Życiorys
Urodził się i dorastał na Hawajach. Służył w armii i California Army National Guard. W 1962 uzyskał tytuł Bachelor of Fine Arts malarstwa i rysunku w California College of Arts and Crafts, a rok później tytuł magistra historii sztuki na California State University w San Francisco. Następnie przeniósł się do Hiszpanii, gdzie w 1966 uzyskał dyplom doktora (Ph.D.) historii sztuki na Uniwersytecie w Madrycie. Często podróżował do Hiszpanii, ostatni raz w 2007, aby przedstawić wykład na temat rzeźby Dama z Elche, hiszpańskiej ikony narodowej, która była przedmiotem jego czwartej książki dotyczącej fałszerstwa w sztuce.
W 1966 przyjął pozycję adiunkta wydziału Sztuki i Historii Sztuki na East Carolina University w Karolinie Północnej. W 1968 roku został profesorem sztuki i historii sztuki w Sonoma State College w Kalifornii. W 1969 rozpoczął swoją długoletnią współpracę z New Mexico State University jako adiunkt sztuki. Następnie został asystentem, profesorem i emerytowanym profesorem w 1996. Tłumaczył także liczne dzieła, m.in. „Architecture for the Screen: A Critical Study of Set Design in Hollywood's Golden Age” Juana Antonio Ramíreza (2004).

## Publikacje
- „Spanish Painting” (1973)
- „O Brave New People: The European Invention of the American Indian” (1996)
- „Picturing Extraterrestrials: Alien Images in Modern Mass Culture” (2003)
- „Alchemist of the Avant-Garde: The Case of Marcel Duchamp” (2003)
- „Caravaggio in Context: Learned Naturalism and Renaissance Humanism” (2004)
- „Our Lady of Guadalupe: The Painting, the Legend and Reality” (2006)
- „The Arts in Spain: Ancient to Postmodern” (1999).